# HD 75898
HD 75898 ist ein 262,85 Lichtjahre von der Erde entfernter Unterriese mit einer Rektaszension von 08h 53m 51s und einer Deklination von +33° 03' 25". Er besitzt eine scheinbare Helligkeit von 8,04 mag. Im Jahre 2007 entdeckte Sarah E. Robinson einen extrasolaren Planeten, der diesen Stern umkreist. 
Dieser trägt den Namen HD 75898 b.